# John Rodney
Pour les articles homonymes, voir Rodney.
John Rodney est un acteur américain né le 7 mars 1914 à Brooklyn (New York), mort le 1er janvier 1996 dans le Maryland. 

## Filmographie partielle

### Cinéma
- 1947 : La Vallée de la peur (Pursued) de Raoul Walsh
- 1948 : Key Largo de John Huston

### Télévision
- 1961 : Remous (Sea Hunt) (série TV) (2 épisodes)
- 1961 : Cheyenne (série TV) (1 épisode)
- 1962 : La Grande Caravane (Wagon Train) (série TV) (1 épisode)
- 1963 : Les Aventuriers du Far West (Death Valley Days) (série TV) (1 épisode)
- 1963 : Gunsmoke (série TV) (1 épisode)
- 1963 : Bonanza (série TV) (1 épisode)
- 1963 : Sur le pont, la marine ! (McHale's Navy) (série TV) (1 épisode)
- 1963 : Le Fugitif (The Fugitive) (série TV) (1 épisode)